# Carl Wilhelmson
Carl Wilhelm Wilhelmson, (Fiskebäckskil, 12 de novembre de 1866 - Göteborg, 24 de setembre de 1928) fou un pintor suec. Nascut en el petit poble pesquer de Fiskebäcksil,a la costa oest de Suècia, va començar a fer treballs d'impremta a Goteborg com a aprenent de litografia i, el 1890, va viatjar a París a l'Académie Julian fins que el 1886 va tornar a Suècia. Va ser el director de l'escola d'art Valand i, el 1910, va obrir la seva propia escola d'art a Estocolm. En la dècada de 1920 es va convertir en professor de la Reial Acadèmia d'Arts d'Estocolm.
Al llarg de la seva carrera va pintar escenes de la vida que s'anava trobant. Va pintar principalment paisatges suecs encara que entre 1910 i 1920 també va pintar vistes de Cornwall, Lapland i Espanya.

## Galeria

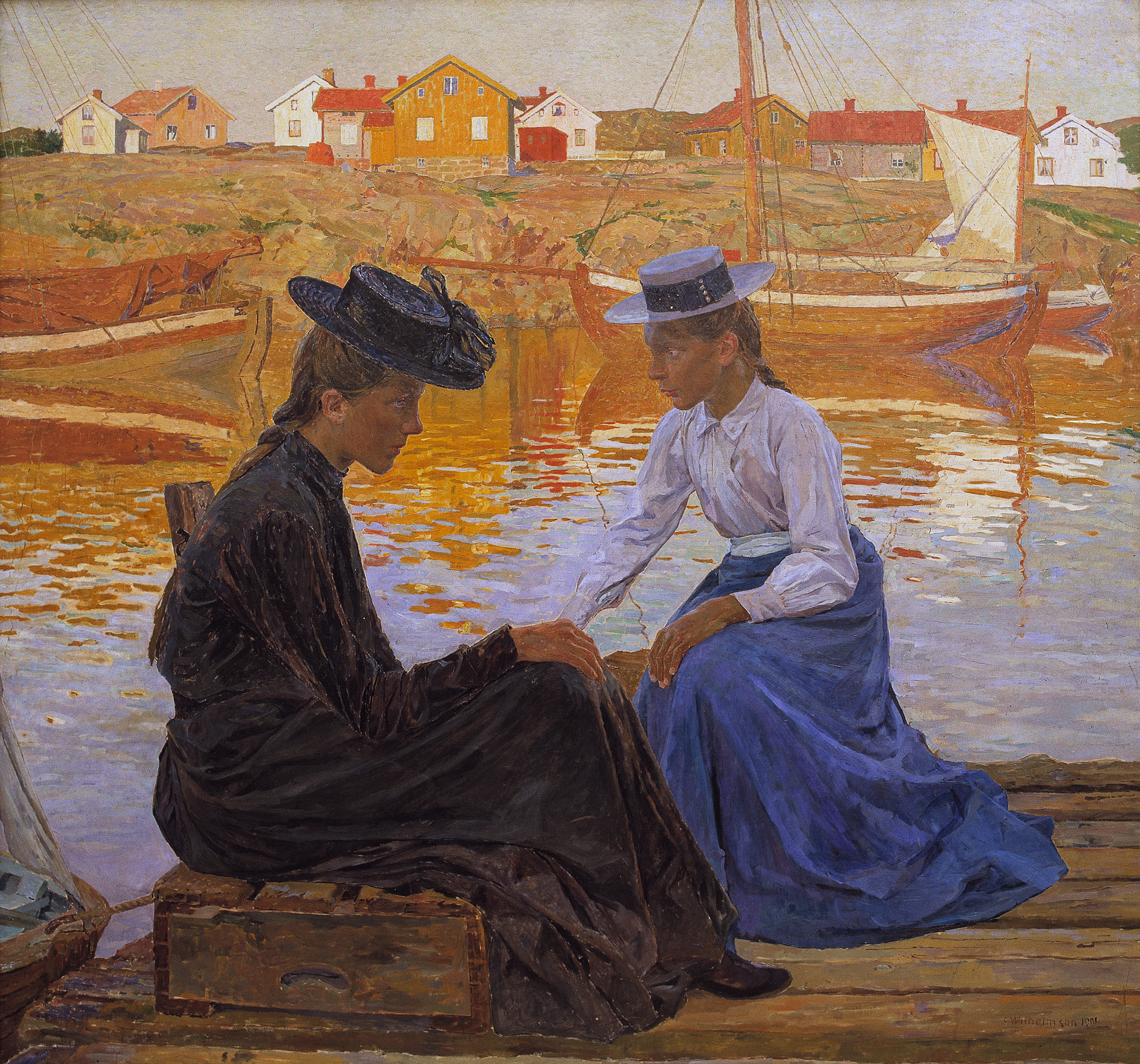
(1906)
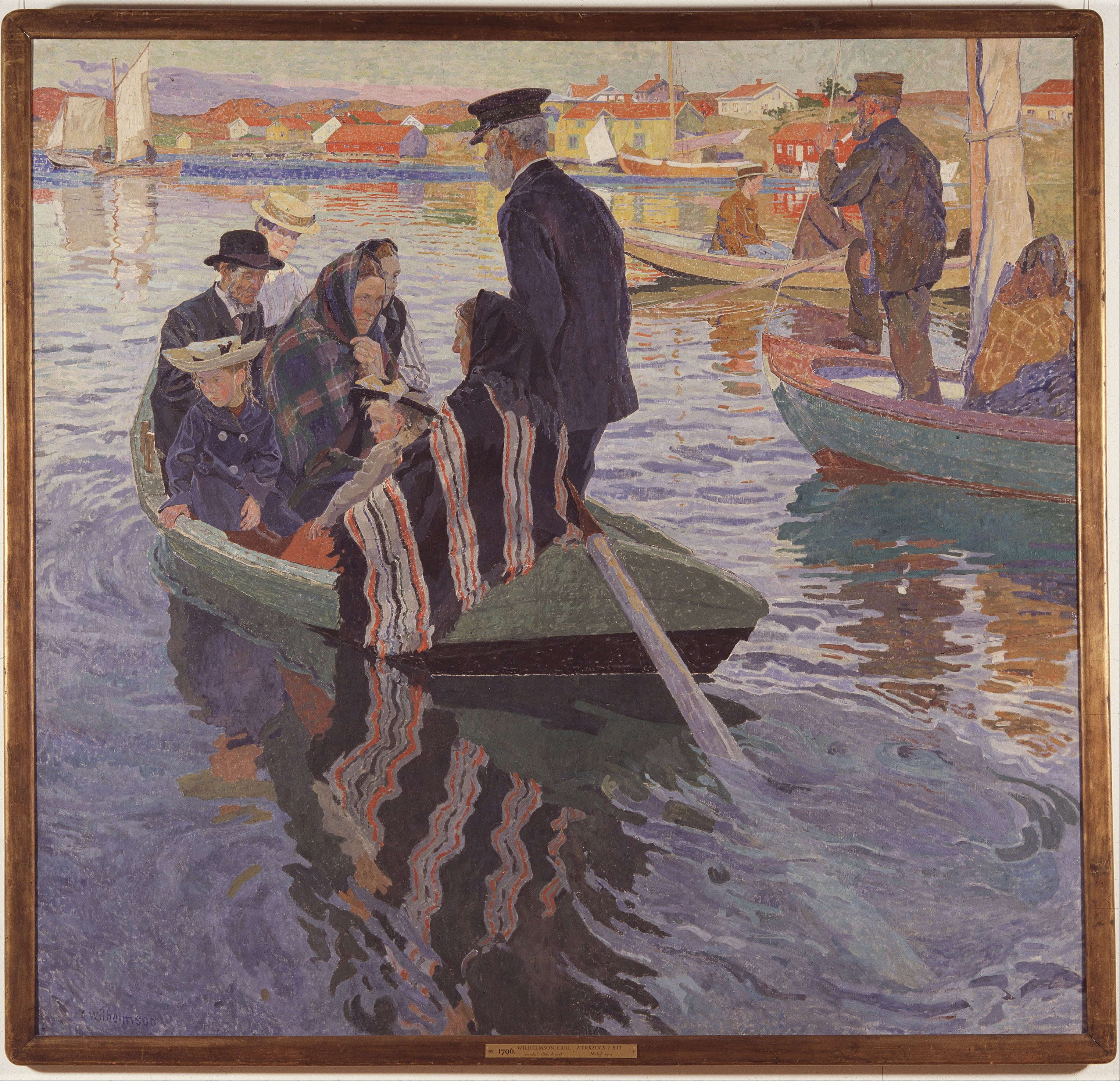
Kyrkfolk i båt (1909)
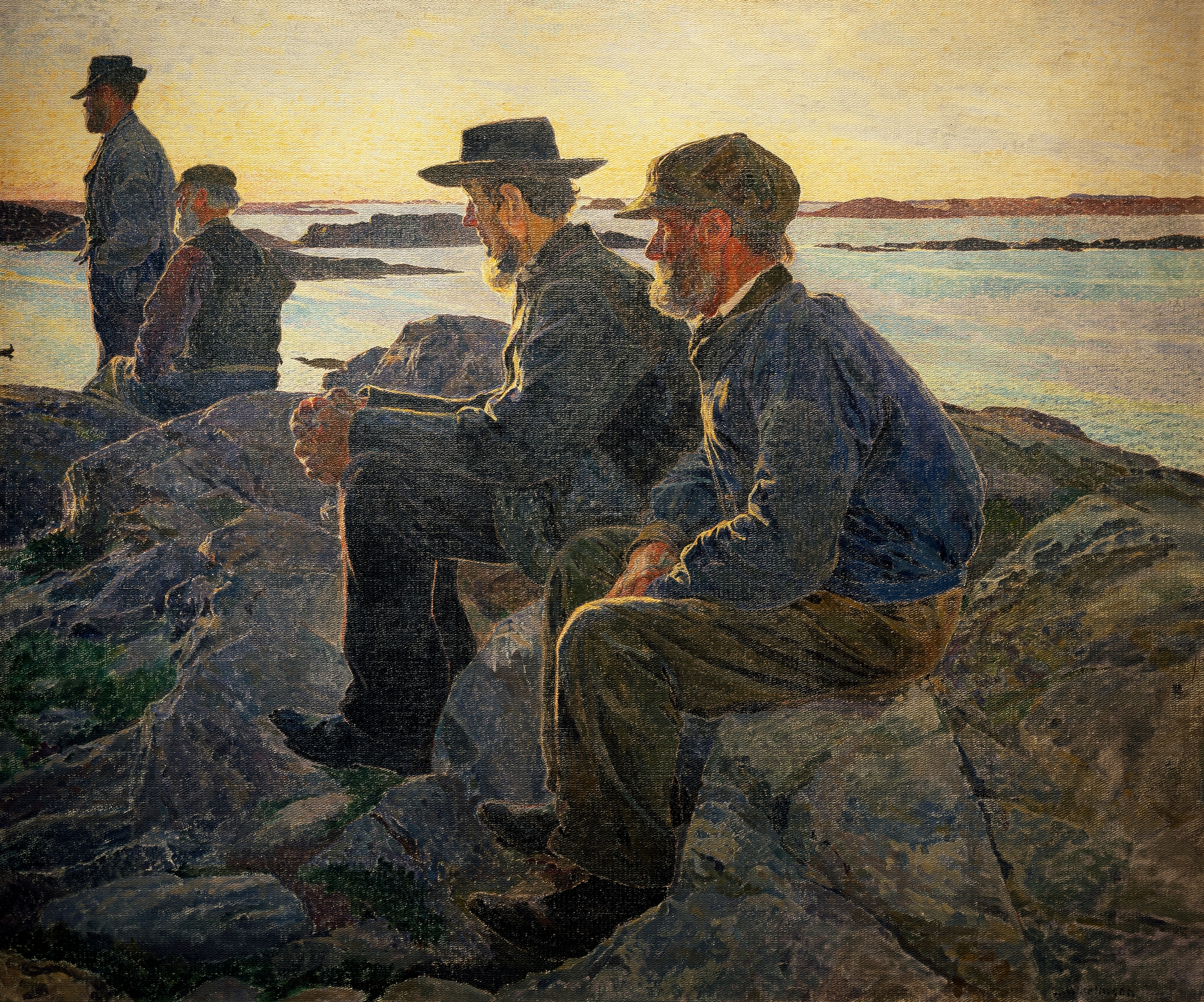
På klipporna, Fiskebäckskil (1905-1906)
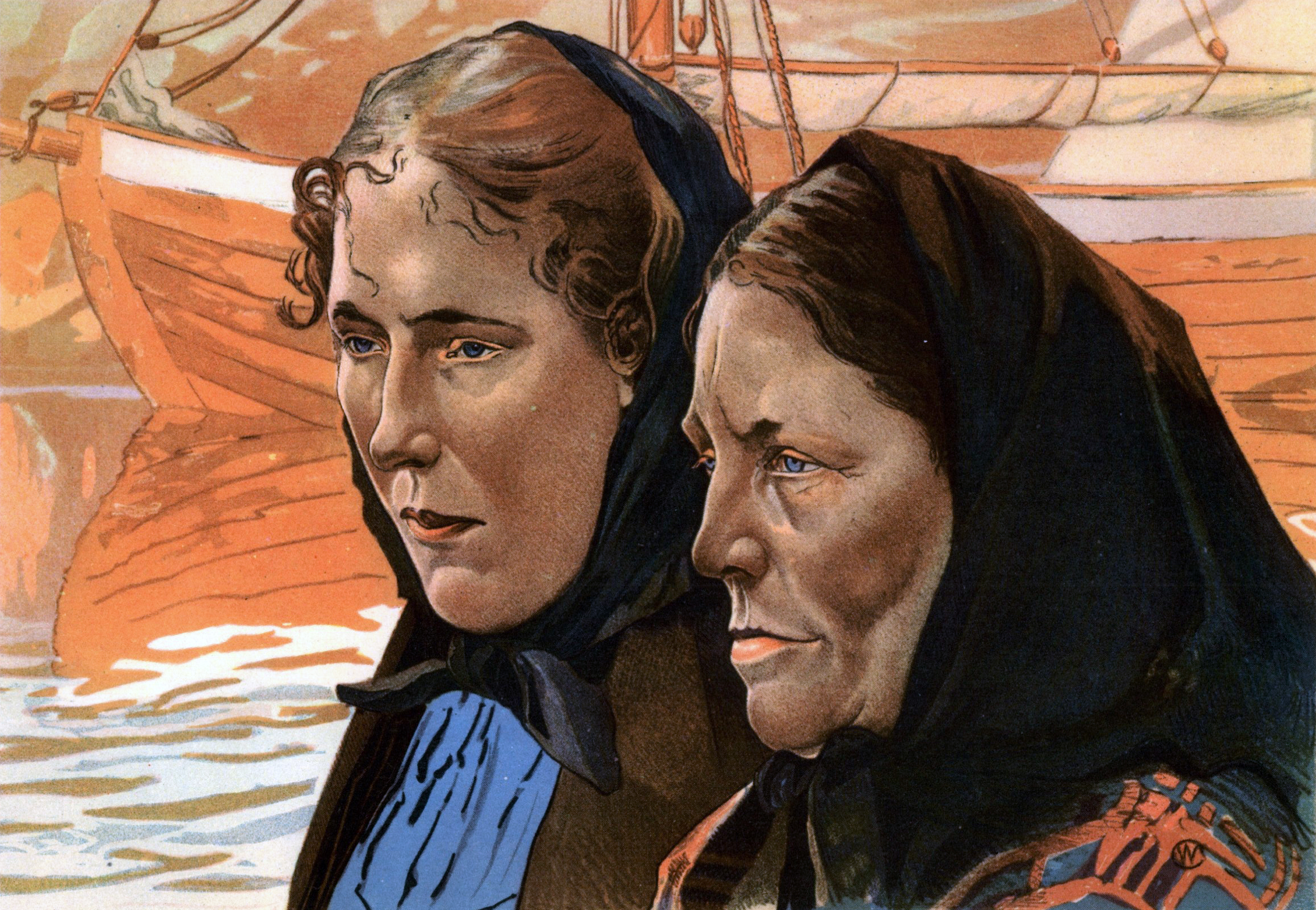
Studie från Bohuslän. Färglitografi (1906)

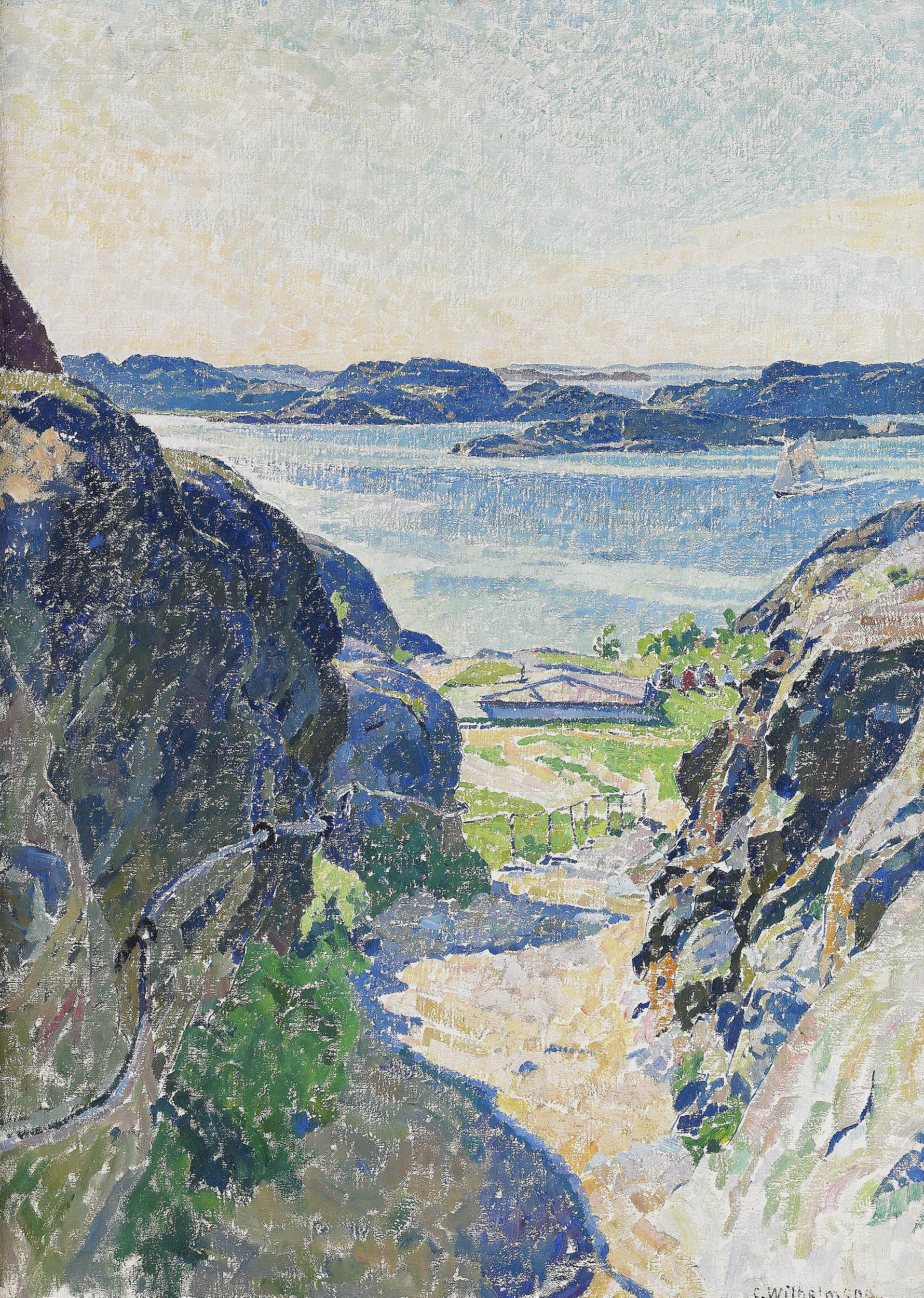
Målning från Fiskebäckskil (omkring 1915)
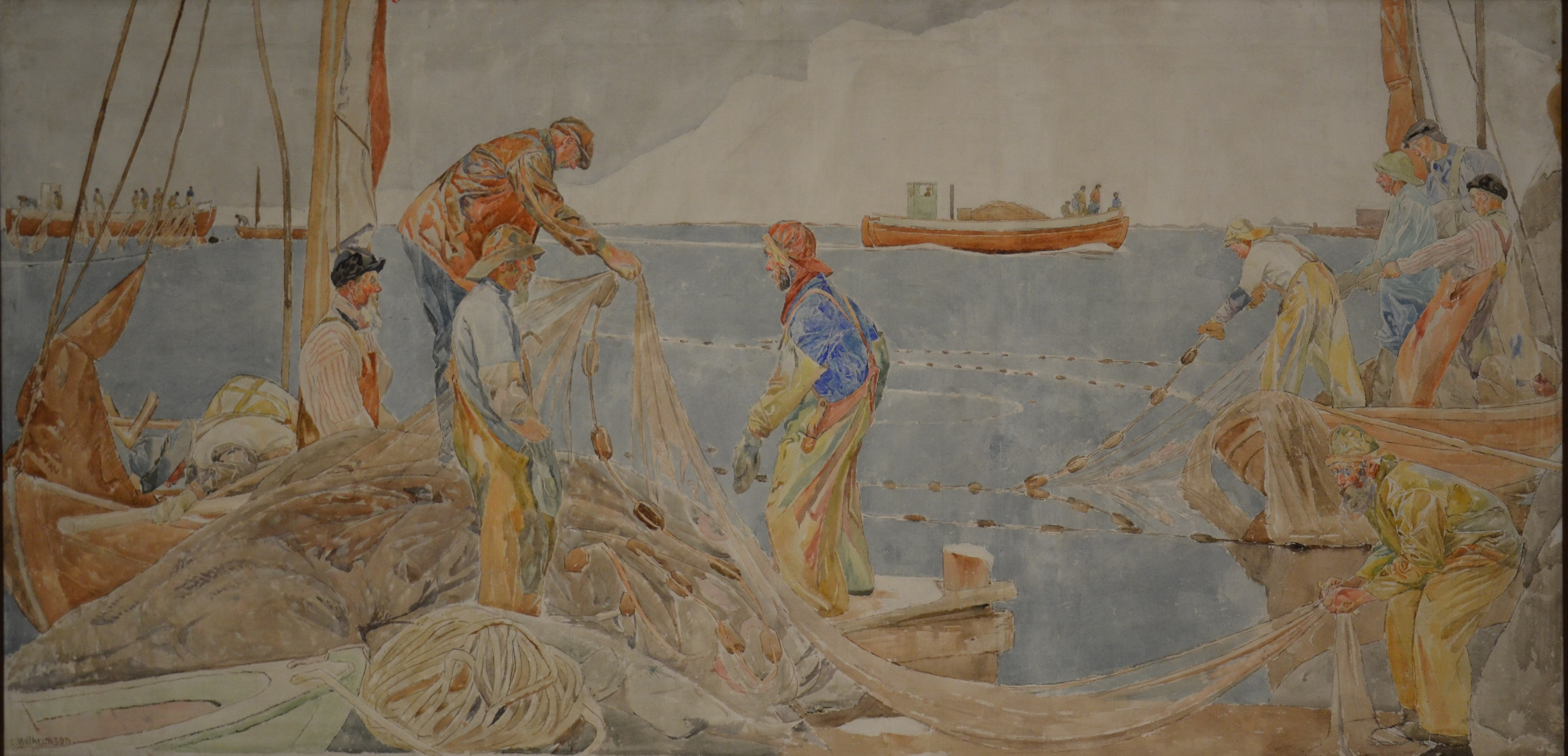
Skiss till Fisket, väggmålning, Länsstyrelsen Västra Götaland (1926)